# (10585) Wabi-Sabi
(10585) Wabi-Sabi (1996 GD21) – planetoida z grupy pasa głównego asteroid okrążająca Słońce w ciągu 3 lat i 108 dni w średniej odległości 2,21 j.a. Została odkryta 13 kwietnia 1996 roku.